# El rojo en la pluma del loro
El rojo en la pluma del loro es una novela del escritor cubano-uruguayo Daniel Chavarría, publicada en 2001.

## Sinopsis
Alberto Ríos decide esconderse en La Habana -bajo la impostura de un técnico extranjero-, donde gozará de una completa libertad y a ninguno de sus enemigos se le ocurrirá buscarlo. Lo acompaña un pasado infausto que debe ocultar a toda costa. Allí conoce a Bini, exitosa jinetera (prostituta en Cuba) quien, a su vez, es la amante de Aldo Bianchi, argentino radicado en Roma que comenzara una relación con ella, inicialmente, para obtener cierta información sobre aquel siniestro personaje, al que se debe su espeluznante historia.

## Premios
- Premio Casa de las Américas, La Habana, 2000.
- Premio de la Crítica, La Habana, otorgado anualmente por el Ministerio de Cultura.

## Ediciones
- Editorial Letras Cubanas, La Habana, Cuba, 2006.